# 나한재

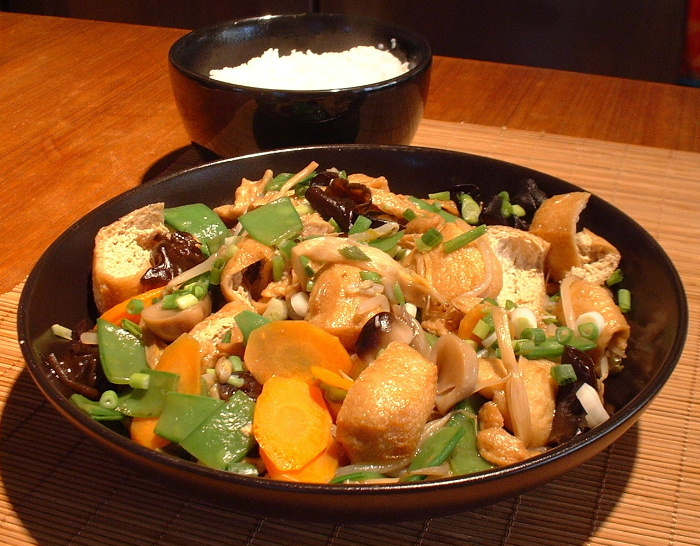
나한재

나한재(羅漢齋)는 중국의 사찰음식이다. 중국에서는 뤄한자이 (중국어 간체자: 罗汉斋, 정체자: 羅漢齋, 병음: luóhànzhāi), 로혼자이(광둥어: 羅漢齋, 윳핑: lo4 hon3 zaai1) 등으로 부르며, 서양에서는 부처의 기쁨(영어: Buddha's Delight 부다스 딜라이트[*])으로도 알려져 있다.
나한재는 본래 육식을 금하는 스님들을 위한 채식 요리였지만, 지금은 전세계 곳곳의 중식당에서 찾아볼 수 있는 요리가 되었다. 채소를 기반으로 그밖에 다른 채식 재료 (때에 따라서 계란이나 해산물까지)를 간장국물에 푹 삶은 뒤 갖가지 양념을 넣어 만든다. 그 재료는 중국에서든 해외에서든 매우 다양하게 들어간다.

## 명칭
나한채의 '나한'은 아라한을 가리키며, '재' (齋)는 부처에게 드리는 공양을 의미하는 것으로 중국의 사찰 요리에 자주 붙는 이름이다.
나한채는 보통 10가지 이상의 재료로 준비하지만, 보다 정성들인 요리는 18가지에서 많게는 35가지 재료로 만들기도 한다. 재료 18가지일 경우 그 요리는 '나한전재' (罗汉全斋 / 羅漢全齋)라고 부른다.
중국과 홍콩에서는 '톈솬자이' (甜酸齋)라고 해서 라나후아이 (절인두부)나 더우화 (순두부) 같은 양념된 채식재료만으로 만든 것도 있다.

## 전통
나한재는 불교 이름이라는 점에서도 짐작할 수 있듯이 본래 스님들이 즐기던 요리였으나 오늘날에는 전세계 곳곳의 중식당에서 파는 채식 요리 중 하나로 인기를 얻고 있다. 중국 가정에서는 춘절 첫째날에 내는 것이 전통이다. 이는 자기정화를 위해 새해 첫 닷새 동안 채식을 유지했던 옛 불교수행에서 유래한 것이다. 나한재에 들어가는 재료 중에서 파차이나 벗풀 같은 것은 일년 중 이때만 먹기도 한다.

## 재료
다음 재료들은 나한채에 전통적으로 들어가는 것들로 그 재료마다 상서로운 의미가 깃들어 있다. 사실 라한채는 만드는 방식이 그때마다 천차만별이기 때문에 아래의 재료가 항상 들어간다고 할 수는 없다.

### 주재료

#### 흔히 쓰이는 재료들
- 자고 (慈菇, cí gū)[2]
- 망태버섯 (竹笙, zhúshēng / 竹荪, zhúsūn)[2]
- 죽순 (笋 / 筍, sǔn)[3]
- 푸주 (腐竹, fǔ zhú)[2]
- 동고 (冬菇, dōnggū)[2]
- 당근 (胡蘿蔔 - 胡萝卜, hú luóbo / 紅蘿蔔 - 红萝卜, hóng luóbo)[3]
- 펀쓰 (粉絲, fěn sī)[3]
- 원추리꽃 (金针, jīnzhēn)[2]
- 파차이 (髮菜 / 发菜, fàcài)[4]
- 은행 열매 (銀杏 - 银杏, yín xìng / 白果, bái guǒ)[4]
- 연꽃씨 (蓮子, liánzǐ)[5]
- 큰배추 (大白菜, dà báicài)[4]
- 땅콩 (花生, huāshēng)[2]
- 스노피 (荷蘭豆 - 荷兰豆, hélándòu)[6]
- 튀긴 두부 (炸豆腐, zhá dòufǔ)[2]
- 올방개 (荸薺 - 荸荠, bíqí)[2]
- 몐진 (麵筋 - 面筋, miàn jīn)[6]
- 목이버섯 (木耳, mù ěr)[3]

#### 경우에 때라 들어가는 재료들
- 콩나물 (豆芽 - 芽菜, yá cài; / 银芽, yín yá)[6]
- 고사리 (蕨菜, jué cài)
- 배추 (白菜, báicài)
- 콜리플라워 (菜花, cài huā)
- 미나리 (芹菜, qín cài)[7]
- 털목이버섯 (雲耳 - 云耳, yún ěr), 물방울버섯 (榆耳, yú ěr),[1] 주황혀버섯 (桂花耳, guíhuā ěr),[1] 흰목이버섯 (银耳, yín ěr),[8] and 황이버섯 (黃耳, huáng ěr)[1]
- 대추 (紅棗 - 红枣, hóng zǎo)[5]
- 연근 (藕, ǒu)[9]
- 풀버섯 (草菇, cǎo gū),[9] 느타리버섯 (平菇, píng gū), 밤버섯 (口蘑, kǒu mó)
- 말린 굴 (蠔豉, háo shì)[2]
- 감자 (马铃薯, mălíng shǔ)
- 메추리알 (鹌鹑蛋, ān chún dàn)
- 새우 (蝦 - 虾, xiā)
- 다시마[9]
- 수레국화꽃[9]
- 아기옥수수[8]

### 양념
- 황주 (黃酒, huáng jiǔ)[10]
- 마늘 (大蒜, dà suàn)[9]
- 생강 (姜 - 薑, jiāng)[9]
- MSG (味精, wèijīng)[3]
- 기름 (땅콩기름 (花生油) 혹은 참기름 (芝麻油))
- 굴소스 (蚝油 - 蠔油, háo yóu)[4]
- 더우푸루 (豆腐乳, dòufu rǔ. 삭힌 두부)[3]
- 소금 (鹽 - 盐, yán)[11]
- 간장 (老抽, lǎochōu)[3]
- 녹말가루 (淀粉, diànfěn)
- 설탕 (糖, táng)[3]

## 같이 보기
- 중국 요리 목록